# Bulus Dauwa Yohanna
Bulus Dauwa Yohanna (ur. 15 grudnia 1970 w Vuroro) – nigeryjski duchowny katolicki, w latach 2012-2020 wikariusz apostolski Kontagory, od 2020 biskup diecezjalny Kontagory.

## Życiorys

### Prezbiterat
Święcenia kapłańskie przyjął 10 stycznia 1998 i został początkowo inkardynowany do diecezji Ilorin, a w 2002 został prezbiterem wikariatu apostolskiego Kontagora. Przez wiele lat pracował jako duszpasterz parafialny. W latach 2008–2011 studiował w Port-Harcourt, a w kolejnych latach pracował jako sekretarz wykonawczy przy administratorze apostolskim wikariatu.

### Episkopat
2 lutego 2012 papież Benedykt XVI mianował go wikariuszem apostolskim Kontagory, ze stolicą tytularną Scebatiana. Sakry biskupiej udzielił mu 3 maja 2012 nuncjusz apostolski w Nigerii - arcybiskup Augustine Kasujja. 2 kwietnia 2020, po podniesieniu wikariatu do rangi diecezji, otrzymał nominację na jej pierwszego biskupa.